# Huaura

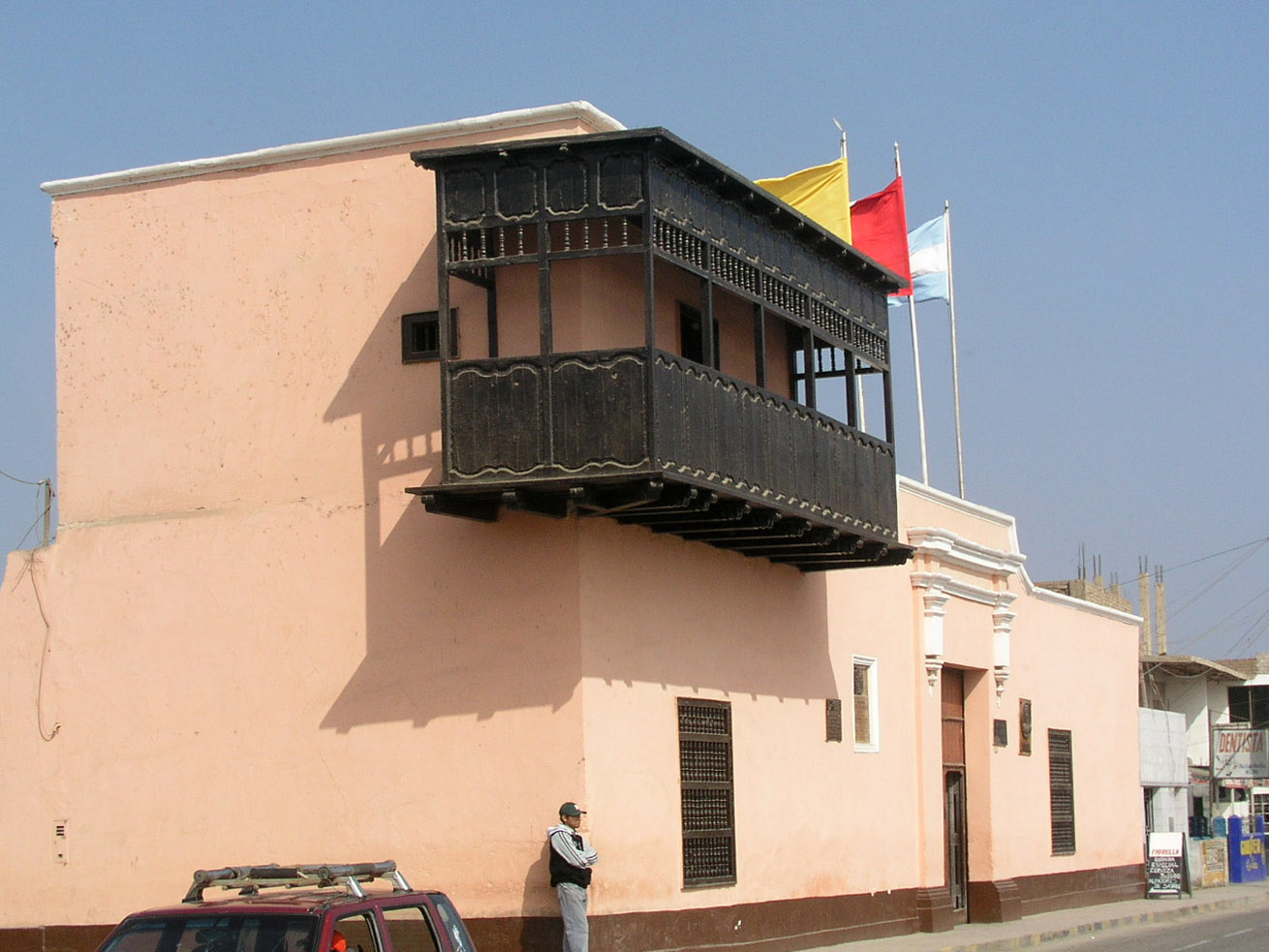
Den historiska balkongen i Huaura.

Huaura är en stad cirka 150 km norr om Lima i Peru. Huaura ligger i provinsen Huaura, vars centralort är Huacho, och hör till departementet Lima. Folkmängden uppgick till 68 727 invånare 2015.
Huaura är mest känt för den historiska balkong från vilken självständighetshjälten José de San Martín i november 1820 gjorde landets första självständighetsförklaring. En andra proklamation gjordes sedan av San Martín på Plaza Mayor i Lima den 28 juli 1821.
Huaura upphörde att vara provinshuvudstad 1866 till förmån för staden Huacho och är en del av tätorten som bildas runt den senare med hjälp av två broar över floden Huaura.

## Historik
I januari 1532 anlände Miguel de Estete och Hernando Pizarro, på väg till Pachacámac från norr, till staden Guarva.
Staden grundades den 25 juli 1597 under namnet ”Villa de Carrión de Velasco”.
Den 27 november 1820 utropade José de San Martín Perus självständighet från en balkong i ett hus som ursprungligen tillhört de kungliga tullarna i Lima och sedermera gjorts om till stadens museum.
En konstituerande församling känd som Huaura-församlingen hölls 3–24 augusti 1836, och hade samlad representanter från La Libertad, Lima, Huaylas (Áncash), Amazonas och Junín. Den 11 augusti upprättades Republiken Nordperu officiellt genom promulgation av dess konstitution av dåvarande president Luis José de Orbegoso, som utnämnde Andrés de Santa Cruz till statens högsta beskyddare. Han gick triumferande in i Lima den 15 augusti. Orbegoso presenterade också sin avgång, men den godkändes inte av församlingen, som utnämnde honom till provisorisk president. Församlingen etablerade också landets nya territoriella indelningar.
År 1920 hölls festligheter på stadens balkong som en del 100-årsminnet av Perus självständighet, organiserat av andra regeringen Augusto Leguia.
2021 utnämndes staden till symbol för 200-årsjubileet av Perus självständighet. Huaura besöktes av dåvarande presidenten Francisco Sagasti.